# Llista de topònims de Fondarella
Llista de topònims (noms propis de lloc) del municipi de Fondarella, a Pla d'Urgell
Informació actualitzada per un bot. Els canvis manuals es perdran quan s'actualitzi!

## casa
| imatge | Nom                        | Ubicat a   | instància de | Detalls                                                  | coordenades                                                            | Protecció                                  | Commons (més fotos)        | Dades a WD                    |
| ------ | -------------------------- | ---------- | ------------ | -------------------------------------------------------- | ---------------------------------------------------------------------- | ------------------------------------------ | -------------------------- | ----------------------------- |
|        | Cal Combelles (Fondarella) | Fondarella | casa         | Estil: arquitectura popular                              | 41° 38′ 04″ N, 0° 52′ 27″ E / 41.6344°N,0.87411°E                      | bé integrant del patrimoni cultural català | Cal Combelles (Fondarella) | Modifica les dades a Wikidata |
|        | Cal Pere Pou               | Fondarella | casa         | Estil: arquitectura popular                              | 41° 38′ 03″ N, 0° 52′ 25″ E / 41.6343°N,0.87365°E                      | bé integrant del patrimoni cultural català | Cal Pere Pou               | Modifica les dades a Wikidata |
|        | Cal Renyé                  | Fondarella | casa         | Estil: arquitectura barroca                              | 41° 38′ 04″ N, 0° 52′ 27″ E / 41.6344°N,0.87428°E ca:Carrer Guimerà    | bé integrant del patrimoni cultural català | Cal Renyé                  | Modifica les dades a Wikidata |
|        | Cal Ros                    | Fondarella | casa         | Estil: arquitectura popular                              | 41° 38′ 05″ N, 0° 52′ 27″ E / 41.6346°N,0.87404°E ca:Carrer Guimerà, 6 | bé integrant del patrimoni cultural català | Cal Ros (Fondarella)       | Modifica les dades a Wikidata |
|        | Cal Serrano                | Fondarella | casa         | Estil: arquitectura popular Estat: enderrocat o destruït | 41° 38′ 03″ N, 0° 52′ 28″ E / 41.63429°N,0.87447°E                     | bé integrant del patrimoni cultural català |                            | Modifica les dades a Wikidata |
|        | Cal Viudes                 | Fondarella | casa         | Estil: arquitectura popular                              | 41° 38′ 03″ N, 0° 52′ 29″ E / 41.63421°N,0.87484°E ca:Carrer Major, 7  | bé integrant del patrimoni cultural català | Cal Viudes (Fondarella)    | Modifica les dades a Wikidata |

## església
| imatge | Nom                       | Ubicat a   | instància de                 | Detalls                     | coordenades                                                 | Protecció                                  | Commons (més fotos)        | Dades a WD                    |
| ------ | ------------------------- | ---------- | ---------------------------- | --------------------------- | ----------------------------------------------------------- | ------------------------------------------ | -------------------------- | ----------------------------- |
|        | Sant Sebastià             | Fondarella | església                     | Estil: arquitectura popular | 41° 38′ 08″ N, 0° 52′ 31″ E / 41.6355°N,0.875169°E 238 msnm | bé integrant del patrimoni cultural català | Sant Sebastià (Fondarella) | Modifica les dades a Wikidata |
|        | Santa Maria de Fondarella | Fondarella | església església parroquial |                             | 41° 38′ 04″ N, 0° 52′ 31″ E / 41.6345°N,0.87529°E           | bé integrant del patrimoni cultural català | Santa Maria de Fondarella  | Modifica les dades a Wikidata |

## masia
| imatge | Nom           | Ubicat a   | instància de | Detalls | coordenades                                                       | Protecció | Commons (més fotos) | Dades a WD                    |
| ------ | ------------- | ---------- | ------------ | ------- | ----------------------------------------------------------------- | --------- | ------------------- | ----------------------------- |
|        | Granja Binefa | Fondarella | masia        |         | 41° 37′ 24″ N, 0° 51′ 45″ E / 41.62340556°N,0.86248611°E          |           |                     | Modifica les dades a Wikidata |
|        | Torre Cusiné  | Fondarella | masia        |         | 41° 37′ 43″ N, 0° 51′ 58″ E / 41.62857778°N,0.86613889°E 238 msnm |           |                     | Modifica les dades a Wikidata |

## Misc
| imatge | Nom                             | Ubicat a                                            | instància de                                   | Detalls | coordenades                                                          | Protecció | Commons (més fotos) | Dades a WD                    |
| ------ | ------------------------------- | --------------------------------------------------- | ---------------------------------------------- | ------- | -------------------------------------------------------------------- | --------- | ------------------- | ----------------------------- |
|        | Fondarella                      | Fondarella                                          | entitat singular de població capital municipal | 807 hab | 41° 37′ 57″ N, 0° 52′ 18″ E / 41.63238°N,0.8717°E 243 msnm           |           |                     | Modifica les dades a Wikidata |
|        | Polígon industrial Les Basses   | Fondarella                                          | polígon industrial                             |         | 41° 38′ 17″ N, 0° 52′ 24″ E / 41.6380391407227°N,0.873344141459351°E |           |                     | Modifica les dades a Wikidata |
|        | casa consistorial de Fondarella | Fondarella                                          | casa consistorial                              |         | 41° 38′ 06″ N, 0° 52′ 25″ E / 41.6350893°N,0.8735904°E               |           |                     | Modifica les dades a Wikidata |
|        | la Serra                        | Mollerussa Miralcamp Torregrossa Sidamon Fondarella | element geogràfic                              |         | 41° 36′ 37″ N, 0° 51′ 16″ E / 41.610191°N,0.854439°E                 |           |                     | Modifica les dades a Wikidata |